# Michele Carfora
Michele Carfora (Salerno, 30 maggio 1969) è un ballerino e attore teatrale italiano, specializzato nel genere musical in produzioni italiane, da Poveri ma belli a Cats, da Grease a West Side Story, da A Chorus Line a Rent, a Sette spose per sette fratelli.

## Biografia
Fin dal 1991 ha ricoperto vari ruoli a teatro, come cantante, ballerino e attore. Esordisce a 22 anni interpretando a teatro Alan de Luca nel musical A Chorus Line per la regia di Saverio Marconi; al cinema ottiene una parte nel film Rossini! Rossini!, regia di Mario Monicelli. 
Nel 1992-93 lavora nelle edizioni internazionali di Cats nel cast tedesco di Amburgo e in quello americano di Broadway. Nell’anno seguente recita con Lino Banfi in Arcolabeno, regia di Gino Landi. Dal 1994 al ’95 è Riff in West Side Story per la regia di Saverio Marconi. Nel 1997, con il ruolo di Kenickie, ha partecipato alla prima edizione italiana (1997) del musical Grease, per la regia e l'adattamento di Saverio Marconi, le coreografie di Franco Miseria, al Teatro Nuovo di Milano, con Lorella Cuccarini e Giampiero Ingrassia. Successivamente, con lo stesso musical ha preso parte ad altre quattro edizioni (dal 2000 al 2005) nella parte di Danny Zuko.
Prosegue la sua attività con l'opera rock di Pete Townshend dal titolo Tommy, Rent e Beatrice ed Isidoro. Nel 2004 è impegnato con Valeria Monetti in Sette spose per sette fratelli dove interpreta Adamo. Successivamente ha lavorato in altri due musical Narciso e Boccadoro e Time for dirty dancing. Nel 2008 con la compagnia della Quarta interpreta Othello opera rock nel ruolo di Otello, trasposizione in musica della nota tragedia di William Shakespeare per la regia di Mario Coccetti. Torna in scena nel musical per due stagioni con Poveri ma belli, ispirato al film diretto negli anni '50 da Dino Risi, da un’idea di Pietro Garinei e Guido Lombardo, con la regia di Massimo Ranieri e la presenza di Bianca Guaccero durante il primo allestimento. 
Nel 2011 si è cimentato nella commedia musicale La Tosca, dall'opera di Victorien Sardou, adattamento teatrale dell'omonimo film di Luigi Magni, accanto a Francesca Nunzi, al Teatro Greco di Roma, per i centocinquant’anni dell’Unità d’Italia. Nello stesso anno è entrato nel cast di Raffaello e la leggenda della Fornarina, prima con un evento in serata unica al Teatro Argentina e poi da luglio al Sistina. Al Teatro Brancaccio di Roma è Sam in Mamma mia! (2011-'12), diretto da Phyllida Lloyd, con le musiche degli ABBA e con Chiara Noschese, liriche italiane di Stefano D'Orazio.
Nella stagione successiva (2012) prende parte al musical Quanti amori con le musiche di Gigi D'Alessio e con la regia di Eduardo Tartaglia. Alla fine del 2013 entra nel cast di Solo tu! con Lisa Angelillo, il musical con le canzoni dei Matia Bazar, scritto da Carlo Marrale e Marco Marini. 
Nel 2015 ha debuttato al Teatro Colosseo di Torino con il musical Solo chi sogna sulla storia di Don Bosco in occasione del Bicentenario della nascita 1815-2015.
Nel 2017 è stato a teatro con Un Americano a Parigi, assieme ad Arianna Bergamaschi, la nuova edizione italiana del musical – nella stagione teatrale 2000/2001 era stato protagonista Christian De Sica – liberamente ispirato all’omonimo film di Vincente Minnelli, nel ruolo di Gimmy, pittore americano ed ex soldato; dopo Casanova a Londra al Teatro Porta Portese di Roma, a fine anno recita in Edda Ciano: Tra Cuore e Cuore, musical di Dino Scuderi con la regia e coreografie di Roberto Rossetti.
Inoltre, nel corso della carriera ha recitato in diverse fiction televisive: in Lui e lei, Cercasi lavoro, Ricomincio da me, Don Matteo 5, Lo zio d'America 2, ecc. 
È docente in scuole e accademie italiane per corsi, laboratori e stage.

### Vita privata
Tra il 2002 e il 2006 è stato sposato con Barbara D'Urso: il matrimonio si è concluso con una battaglia legale risolta nel 2017. L'ultimo incontro pubblico con l'ex moglie avvenne in tv nel 2013, a Domenica Live, dove la conduttrice ospitò in studio il cast del musical Solo tu!.
Carfora ha una figlia, avuta dalla compagna e performer artist Azzurra Tassa.

## Carriera

### Teatro
- 1991: A Chorus Line, regia di Saverio Marconi (Ruolo: Alan De Luca)
- 1992/1993: Cats (cast) (in 2 edizioni; tedesca e americana)
- 1994: Arcobaleno, regia di Gino Landi (cast)
- 1995: West Side Story, regia di Saverio Marconi (cast)
- 1996: Buddy Holly Story (cast tedesco di Amburgo)
- 1997: Grease, regia di Saverio Marconi (Ruolo: Kenickie)
- 1998: Tommy, regia di Massimo Piparo
- 1999/2000: Rent, regia di Michael Graif (Ruolo: Roger)
- 2000: Beatrice e Isidoro, regia di Franco Miseria (Ruolo: Isidoro)
- 2000/2005: Grease, regia di Saverio Marconi (Ruolo: Danny Zuko)
- 2002: Night of Broadway, regia di Massimo Piparo (cast)
- 2003: Sette spose per sette fratelli, regia di Saverio Marconi e Fabrizio Angelini (Ruolo: Adamo)
- 2004: Narciso e Boccadoro, regia di Massimo Sigillò (Ruolo: Narciso)
- 2005: Time for dirty dancing, regia di Gino Zampieri (Ruolo: Jack)
- 2008: Othello Opera Rock, regia di Mario Coccetti
- 2008/2009: Poveri ma belli, regia di Massimo Ranieri
- 2011: La Tosca, regia di Renato Greco
- 2011: Raffaello e la Leggenda della Fornarina, regia di Marcello Sindici
- 2011/2012: Mamma Mia!, regia di Phyllida Lloyd
- 2012: Quanti amori, regia di Eduardo Tartaglia
- 2013: Solo tu!, regia di Elena Dragonetti
- 2015: Solo chi sogna, regia di Mario Restagno
- 2017: Un Americano a Parigi, regia di Enzo Sanny
- 2017: Casanova a Londra, regia di Tonino Tosto
- 2017: Edda Ciano: Tra Cuore e Cuore, regia di Roberto Rossetti

### Televisione
- 2003: Lui e lei, regia di Elisabetta Lodoli - serie TV (Raiuno)
- 2004: Cercasi lavoro, regia di Luca Manfredi (Raiuno)
- 2005: Ricomincio da me, regia di Rossella Izzo - miniserie TV (Canale 5)
- 2006: Don Matteo 5 (Ep.8: La forza del sorriso), regia di Elisabetta Marchetti - serie TV (Raiuno)
- 2006: Lo zio d'America 2, regia di Rossella Izzo - serie TV (Raiuno)
- 2007: La squadra 8 - serie TV (Raitre)
- 2008: Provaci ancora Prof! 3 (Ep.8: La prof della prof.), regia di Rossella Izzo - serie TV (Raiuno)

### Trasmissioni Televisive
- 2004: Re per una notte (Italia 1)
- 2005: Buona Domenica (Canale 5)

### Cinema
- 1991: Rossini! Rossini!, regia di Mario Monicelli

## Riconoscimenti
- Premio "Roma è Arte" dell'Associazione Nazionale Arte Cultura Spettacolo come migliore artista maschile (2002)
- Premio Oscar Europeo dei Giovani come migliore artista di musical (2002)
- Premio IMPTA come miglior performer maschile con lo spettacolo "Grease" (2003)
- Premio alla carriera – III Festival “Lo spettacolo dell’arte” di Bari (2019)[30]